# NMS Rechinul
NMS Rechinul(Nava Majestatii Sale Rechinul) a fost un submarin al Marinei Regale Române utilizat în timpul celui de-al Doilea Război Mondial și asamblat în România.
A fost construit la Șantierul Naval Galați.